# شورت دلفینی
شورت دلفین یک سبک خاص از شورت‌های تک جنسیتی است که برای ورزش‌های دو و میدانی پوشیده می‌شود.

## توضیحات
شورت دلفین یک سبک از شورت‌های تک جنسیتی است که برای پوشیدن برای ورزش‌های دو و میدانی طراحی شده است. آنها معمولاً بسیار کوتاه هستند و در اصل از نایلون با اتصال متضاد، شکاف‌های جانبی و گوشه‌های گرد، با کمربند در بالا ساخته می‌شدند - سبکی که در دهه ۱۹۸۰ رایج بود.

## تاریخچه
نام محصول از شرکت آمریکایی Dolfin گرفته شده که برای اولین بار در دهه ۱۹۸۰ این سبک شورت را تولید کرد.

## فرهنگ عامه
- به دلیل کوتاهی آنها، گاهی آنها را به عنوان نوعی شلوارک داغ می‌شناسند.[۳]
- یکی از مشهورترین پوشندگان شورت دلفین ریچارد سیمونز بود که به داشتن ۴۰۰ جفت دلفین قدیمی در سال ۲۰۱۲ افتخار می‌کرد.[۴]
- تا تاریخ ۲۰۱۲ شورت دولفینی نارنجی به عنوان بخشی از لباس پیشخدمت‌های رستوران هوترس تعیین شده بود.[۳][۵]